# ويليام فينيغان
ويليام فينيغان (بالإنجليزية: William Finnegan)‏ هو صحفي وكاتب ومؤلف أمريكي، ولد في 1952 في نيويورك في الولايات المتحدة.

## وصلات خارجية
- ويليام فينيغان على موقع EncyclopediaOfSurfing.com (الإنجليزية)